# Procydrela
Procydrela là một chi nhện trong họ mierenjagers (Zodariidae).

## Các loài
Các loài trong chi này gồm:
- Procydrela limacola Jocqué, 1999
- Procydrela procursor Jocqué, 1999 *